# 鈴鹿市立石薬師小学校
鈴鹿市立石薬師小学校（すずかしりつ いしやくししょうがっこう）は、三重県鈴鹿市石薬師町にある公立小学校。

## 沿革
- 1874年（明治7年）2月6日 - 鈴鹿郡石薬師村に石薬師小学校が開校。
- 1888年（明治21年）1月1日 - 石薬師小学校簡易科授業所を設置。
- 1889年（明治22年）6月11日 - 石薬師尋常小学校に改称。
- 1893年（明治26年）4月24日 - 創立記念日を制定。
- 1908年（明治41年）4月1日 - 石薬師尋常高等小学校に改称。
- 1941年（昭和16年）4月1日 - 石薬師村国民学校に改称。
- 1942年（昭和17年）12月1日 - 鈴鹿郡・河芸郡14町村が合併して鈴鹿市が発足したのに伴い、鈴鹿市石薬師国民学校に改称。
- 1947年（昭和22年）4月1日 - 鈴鹿市立石薬師小学校に改称。
- 1959年（昭和34年）9月26日 - 伊勢湾台風により校舎・樹木に被害が発生。
- 1994年（平成6年）9月30日 - 郷土資料室が完成。

## 校区
- 上田町
- 上野町
- 石薬師町
- 下大久保町（自由が丘・小谷）

中学校区としては白鳥中学校区に属する。

## 周辺

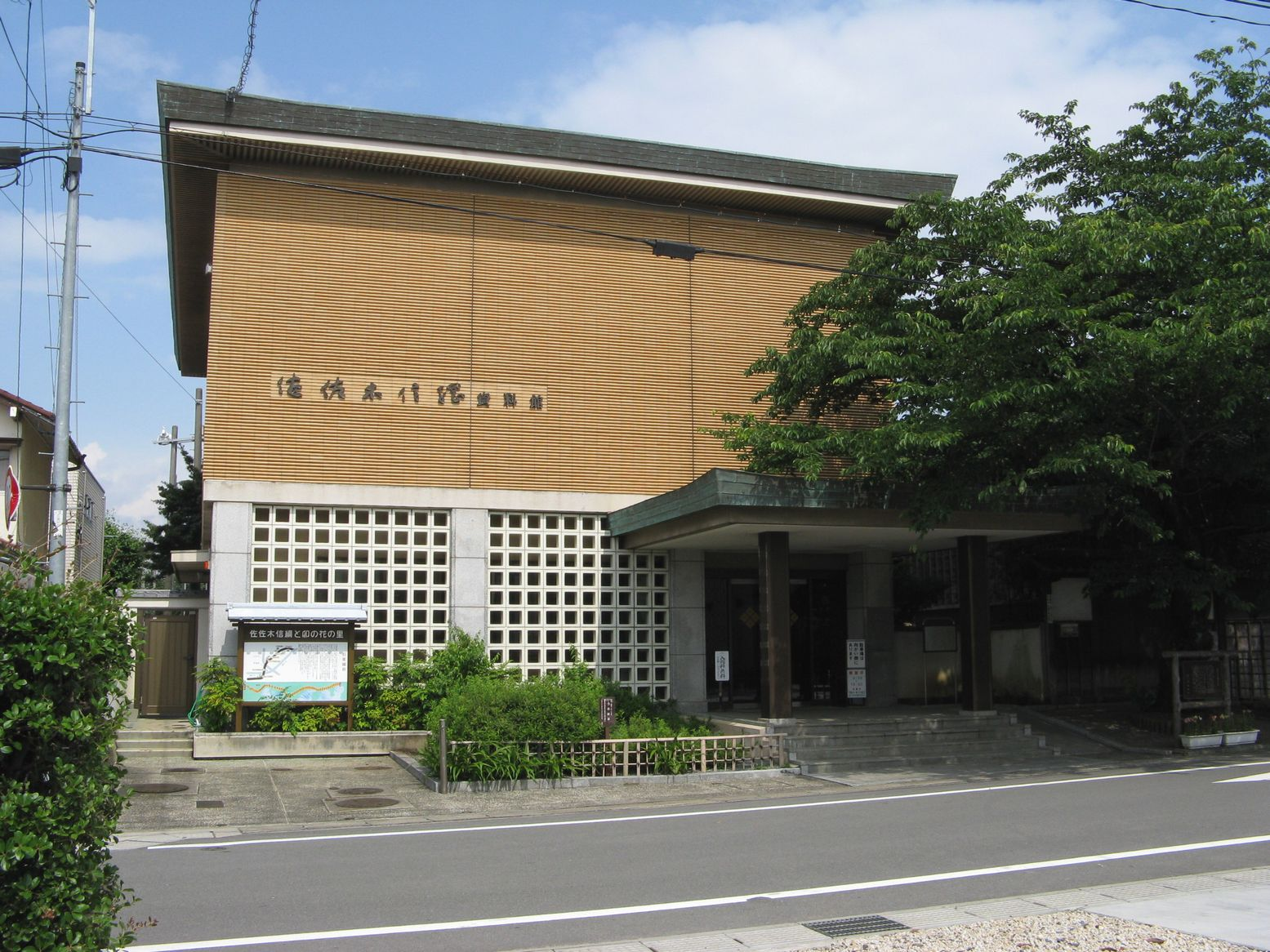
佐佐木信綱記念館（画像は資料館）

かつて東海道44番目の宿場（→東海道五十三次）・石薬師宿がおかれていた。また歌人・国文学者の佐佐木信綱は当地の出身で、小学校東側には資料館・信綱生家などから成る佐佐木信綱記念館がおかれている。
- 三重県立石薬師高等学校
- 鈴鹿石薬師郵便局

## アクセス
- 三重交通 - 平田町駅・佐佐木記念館行き（近鉄四日市駅南口発、53系統）乗車、石薬師高校にて下車
- JR東海関西本線河曲駅・近鉄鈴鹿線鈴鹿市駅より鈴鹿市コミュニティバス（C-BUS）庄内・神戸線に乗車、佐佐木記念館にて下車
- 三重県道115号鈴鹿宮妻峡線沿い